# Class 411
Pour les articles homonymes, voir Class.
 (janvier 2018).
Si vous disposez d'ouvrages ou d'articles de référence ou si vous connaissez des sites web de qualité traitant du thème abordé ici, merci de compléter l'article en donnant les références utiles à sa vérifiabilité et en les liant à la section « Notes et références ».
Les Class 411 (ou 4 Cep), sont des unités électriques de British Rail, construites à Eastleigh Works de 1956 à 1963 pour les nouvelles lignes principales électrifiées dans le Kent. Ces unités étaient basées sur la conception antérieure de Southern Railway 4Cor, construite en 1937. Les variantes de la Class 411 comprenaient les unités de Classe 410 et de Classe 412 4Bep, qui contenaient une voiture-buffet à la place d'une remorque standard. Ils ont ensuite été utilisés pour des services dans le Sussex et le Hampshire, Après la privatisation de British Rail en 1995, les unités ont été utilisées par les franchises Connex South Central, Connex South Eastern et South West Trains. Ils ont été remplacés par des unités Juniper et Electrostar. La durée de vie de la flotte était de 49 ans. Ces unités sont les Unités BR Mark 1 ayant la plus longue durée de vie.

## Description
Un total de 133 unités ont été construites, comme deux types différents. La majorité des unités étaient des unités « standard » réservées aux passagers, complétées par des unités contenant une voiture-buffet.

### Unités standard
Les unités standard ne contenaient que des sièges passagers et constituaient l'épine dorsale de la nouvelle flotte. 111 unités ont été construites en plusieurs lots, initialement numérotés dans la gamme 7101-7211.  Les unités 7101-7104 étaient les unités prototypes , suivies par les unités « Phase 1 » (7105-7153) et par la suite les unités « Phase 2 » (7154-7211).
Les unités étaient formées de deux voitures motrices extérieures avec des sièges de deuxième classe (classe standard ultérieure) dans des berlines ouvertes, prenant en sandwich deux voitures intermédiaires - l'une coulissant une seconde et l'autre un composite couloir First / Second.

### 4 unités de Bep
Les 4 unités de Bep étaient semblables aux unités standard, mais ont contenu une voiture de buffet à la place de la remorque ouverte de deuxième classe. 22 unités ont été construites, initialement numérotées dans la gamme 7001-7022.  Les deux premières unités (7001-7002) étaient des prototypes, suivies des unités « Phase 1 » (7003-7012) et « Phase 2 » (7013-7022).
La flotte de 4 Bep a été classée en classe 410 par British Rail dans le cadre du nouveau système de numérotation par ordinateur introduit en 1968.

### 4 unités Tep
Entre 1983 et 1986, plusieurs quatre grandes unités ont nécessité d'importantes rénovations. Pour couvrir leurs travaux, quatre unités provisoires de 4Tep ont été créées, formées de trois voitures d'une unité rénovée de CEP, avec une voiture de buffet non reconditionnée d'une unité de BEP. Les unités ont été renumérotées dans l'intervalle 2701-2704. Ils étaient basés au dépôt de Brighton et opéraient principalement sur la ligne reliant Londres à Hastings. Les unités ont été démantelées en 1986, une fois le programme de remise à neuf terminé. Ils ont été réformées en unités standards de quatre unités. Les wagons-buffets non remis à neuf ont été mis au rebut.

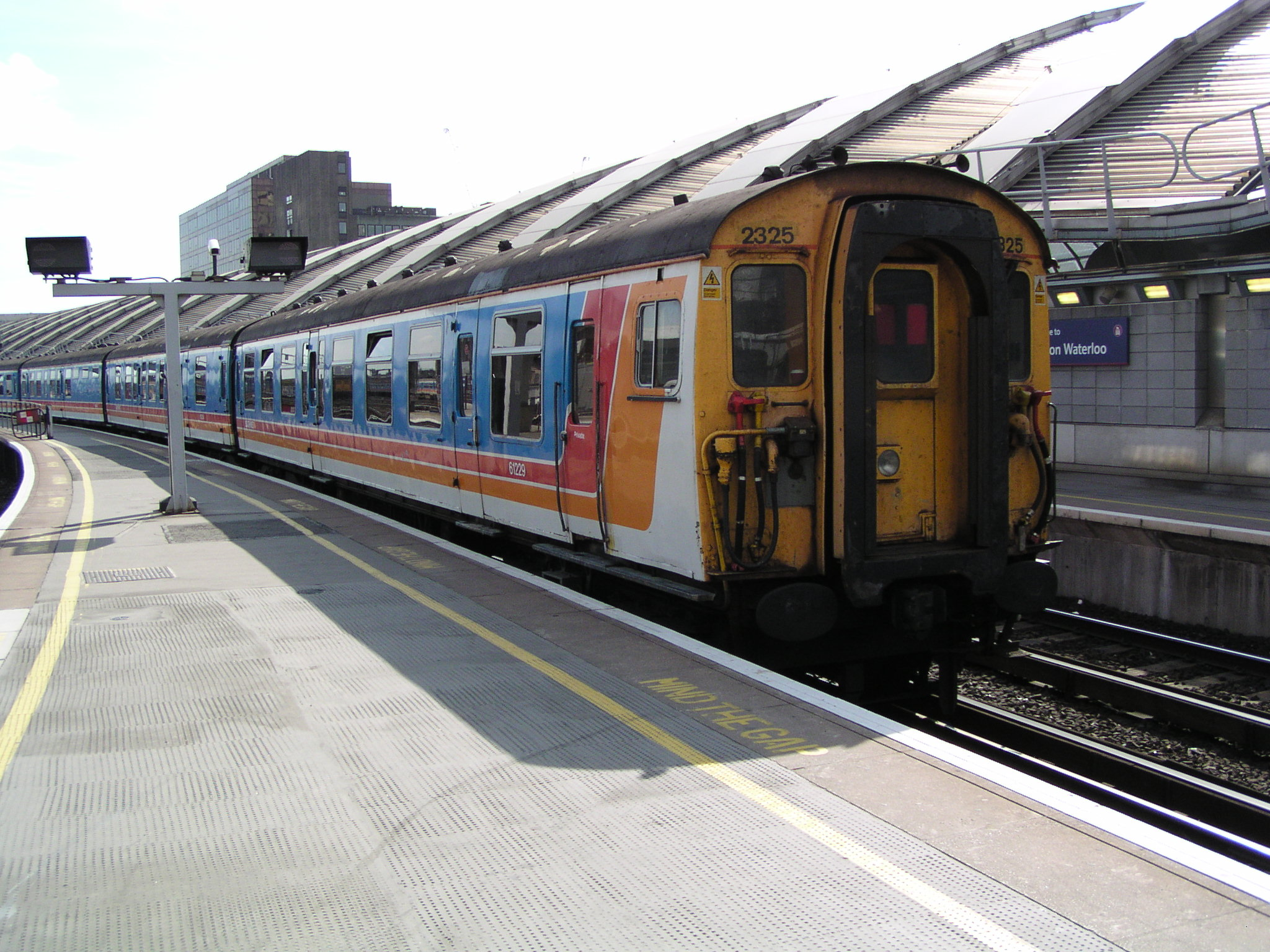
La Class 412 no 2325 partant de London Waterloo.

## Carrière
Après la privatisation du rail au milieu des années 1990, les différentes divisions de British Rail ont été divisées en différentes franchises.  Les trois anciennes divisions SR, Sud-est, centre-sud et sud-ouest;  tous ont opéré quatre unités Cep, et sont traitées séparément ici.

### Connex South Central
La division South Central (SC), exploitée sous le nom de Connex South Central, a brièvement exploité quatre unités Cep au cours de la période 1995-1998. Trois unités standard ont été converties en Class 411/6 en les équipant de bogies moteurs Mk.6 à grande vitesse. Ces unités ont été renumérotées dans la série 1697-1699.  Ils étaient principalement employés sur les services express de London Bridge à Brighton. Cependant, comme les unités n'étaient pas standard dans la flotte de SC, elles ont été retirées et transférées à South West Trains.

### South Eastern Trains
La division Sud-Est (SE) a hérité de la plus grande flotte de 4 unités Cep.  La franchise était à l'origine exploitée par Connex South Eastern, mais après que Connex ait perdu la franchise, elle est devenue South Eastern Trains. En 1996, lorsque la franchise a été attribuée, une flotte de 85 unités standard étaient en circulation. Beaucoup d'entre eux ont été rapidement retirés de la circulation, ou transférés à la division SW. Au début de 1999, cinq unités ont été converties en unités 3CEP de class 411/9, avec l'enlèvement de la remorque ouverte de deuxième classe. Ces remorques enlevées n'avaient pas fait l'objet de beaucoup de travail au moment de la remise à neuf (car elles étaient fondamentalement inchangées en dehors de l'aspect esthétique et de l'installation des fenêtres à trémie) et beaucoup étaient devenues très corrodées.  Cela était nécessaire, car certaines stations ne pouvaient accueillir que 11 voitures. Treize autres unités ont ensuite été converties.  Les trois unités Cep ont été renumérotées en séries 1101-1118.
Le retrait des unités a commencé en 1999, après leurs remplacement par de nouvelles unités de la Class 375 « Electrostar ».  L'objectif initial était de remplacer totalement la flotte de quatre Cep d'ici à l'an 2000. Cependant, la faible fiabilité des nouvelles unités a permis de conserver les quatre Cep au-delà de cette date.  À la fin de 2002, la flotte était de nouveau réduite, de nombreuses unités standard étant envoyées à Immingham pour la ferraille.  Les trois unités Cep ont toutes été retirées en mars 2003, car les unités en circulation au-delà de cette date devaient être équipées d' un équipement TPWS. En l'occurrence, seulement sept unités, les numéros 1562, 1590, 1592, 1593, 1594, 1602 et 1615 ont été conservés.
Au début de 2004, les sept unités ont été retirées en raison d'une révision en bonne et due forme. Ils ont été remplacés par des unités en cascade de South West Trains, qui comprenaient les trois unités de classe 411/6. Toutefois, ces unités étaient elles-mêmes à la retraite et on s'attendait à ce que les unités finales soient retirées du service avant la fin de 2004. Toutefois, les unités de classe 411/6 ont finalement été retirées en juillet 2005, après l'introduction de la classe 465 remise à neuf. Les unités 1697 et 1699 ont été envoyées à la ferraille, mais 1698 ont été retenues pour les rails de travail.  En raison d'une pénurie d'unités, il a été rétabli plus tard en août 2005 et est resté dans la circulation jusqu'à la fin de septembre.  C'était l'une des trois unités à travailler un railtour de Ramsgate à Weymouth , les autres étant 4 Cig 1866 et 4Vep 3545. À la suite de cela, il a été rapidement expédié pour la ferraille.

### South West Trains
South West (SW) a été remportée par le groupe Stagecoach et exploitée sous le nom de South West Trains (SWT). SWT n'a hérité d'aucune unité standard 4 Cep, mais elle a exploité les sept unités quatre Bep. Cependant en 1996 une pénurie de trains a conduit SWT à embaucher deux postes (nos 1568 et 1589) pour un bail à court terme. Ces unités ont été rapidement suivies de plus, jusqu'à ce qu'en 1998, SWT dispose d'une flotte de 29 unités standard de 4Cep.  Celles-ci ont été remaniées graduellement, et ont été employées sur une série de fonctions, en incluant des services à Portsmouth, à Reading, à Southampton, à Bournemouth et à Weymouth. De plus, les unités travaillaient couramment dans la succursale de Lymington.
En 2003, SWT avait commandé de nouveaux trains pour remplacer tous ses Slam-Door. Ceux-ci ont été désignés Class 444 pour les trains express et Class 450 pour les trains de banlieue. Les premières unités à être remplacées étaient les unités de la série 232x, qui devaient être retirées prématurément. Sur les sept ensembles, un seul, le numéro 2323, a été retiré en 2002 en raison de dégâts de feu, mais a ensuite été reconverti en unité standard.  Un autre, numéro 2326, a été réduit à un 3 Cep, pour l'exploitation du service « Lymington Flyer » sur la succursale de Lymington , et a été renuméroté 1199. Les cinq unités restantes ont duré jusqu'en décembre 2003, quand elles ont été retirées. Le numéro 2325 a été conservé, tandis que le reste a été mis au rebut.